# Pćmy
Pćmy – fikcyjne obiekty (jedne z wielu „zjawisk”), wymienione w książce Stanisława Lema pt. Bajki robotów, w opowiadaniu Jak ocalał świat.
Z opowiadania nie wynika, czym są pćmy, ponieważ zostały trwale usunięte ze świata w nim przedstawionego przez maszynę, która umiała robić wszystko na literę „n”, w ramach wykonywania rozkazu Klapaucjusza Masz zrobić Nic! Wiadomo jedynie, że – zdaniem jednego z bohaterów opowiadania – posiadały wysokie walory ogólne („wspaniałe”), oraz że były „łagodne”. Według słów samego autora, miały przypominać nieco murkwie i sepulki.
Pćmy jako byt oraz kwestia przyczyny ich łagodności pojawiły się również w opowiadaniu Bardzo zły Tomasza Bochińskiego, zaś ich wykorzystanie jako jednostek powietrznych – w opowiadaniu internetowym Szczęśliwego 3012 roku.
Fragment opowiadania z pćmami znalazł się w podręczniku do nauki języka polskiego dla cudzoziemców, a jego styl był też analizowany przez językoznawców.
Pćmy łagodne w angielskim tłumaczeniu Cyberiady Michaela Kandela to gentle zits (dosł. łagodne pryszcze albo delikatne brodawki), a w niemieckim tłumaczeniu die süßen Singuine.